# 卡乔语
卡乔语是越南和柬埔寨的一种南亚语系语言。有两种方言：卡乔方言、勒曼方言，彼此差异很大。
卢曼方言分布在越南崑嵩省沙泰县摩来社礼村(Đặng, et al. 2010:115)。